# Pantera (futebolista)
Flávio Emídio dos Santos Vieira, conhecido pelo apelido de Flávio Pantera (Maceió, 17 de dezembro de 1970 – Maceió, 13 de julho de 2025), foi um futebolista brasileiro que atuava como goleiro.
Notabilizou-se jogando no Clube Athletico Paranaense, onde foi campeão brasileiro em 2001. Teve passagens destacadas, ainda, no Paraná Clube e no América Mineiro.
Foi um dos poucos futebolistas brasileiros a ganharem o título brasileiro nas séries A, B e C.

## Carreira
Flávio iniciou sua carreira profissional atuando pelo CSA, tendo jogado entre 1988 e 1990 nas categorias de base. Promovido ao elenco principal do Azulão do Mutange em 1991, o goleiro foi bicampeão estadual neste ano e em 1994.
Em 1995, foi contratado pelo Atlético Paranaense, que disputava, na época, a Série B do Campeonato Brasileiro, na qual obteve o primeiro de seus 6 títulos pelo Furacão. Com a saída do veterano Ricardo Pinto em 1998, passou a ser o novo titular do gol atleticano. Além da Série B de 1995 e da Série A em 2001, Flávio conquistou, ainda, o tetracampeonato estadual, incluindo a edição de 2002, onde o Atlético foi o "supercampeão".
Após uma curta passagem pelo Vasco da Gama (uma lesão impediu o goleiro de atuar pelo Cruzmaltino), Flávio assinou com o Paraná Clube ainda em 2003, vencendo o Campeonato Paranaense em 2006. Permaneceria no clube até o ano seguinte, deixando-o com 117 partidas disputadas.
Entre 2008 e 2011, o goleiro atuou no América Mineiro, participando de 46 jogos. Porém, na última participação do Coelho na primeira divisão do Campeonato Brasileiro até então, perdeu a titularidade para Neneca. Saiu da equipe em 2012 com 2 títulos na bagagem: a conquista do Módulo II do Campeonato Mineiro, em 2008, e a Série C no ano seguinte. Nesta última, o goleiro tornou-se o primeiro atleta a vencer as 3 divisões principais do futebol brasileiro.
No mesmo ano, Flávio regressou ao CSA para ser o principal nome da equipe alagoana, que não conquistava o Campeonato estadual desde 2009. Após 2 temporadas e a malsucedida campanha na Série D, o goleiro decidiu encerrar sua longa carreira, aos 42 anos. Ele chegou a pensar em voltar aos gramados em 2014, mas desistiu.

## Morte
Flávio faleceu em Maceió, aos 54 anos, em 13 de julho de 2025, em decorrência de um câncer de próstata.

## Títulos
CSA
- Campeonato Alagoano: 1991, 1994

Atlético Paranaense
- Campeonato Paranaense: 1998, 2000, 2001, 2002 (Supercampeonato)
- Copa Paraná - 1998
- Seletiva para Libertadores - 1999
- Campeonato Brasileiro de Futebol - Série B: 1995
- Campeonato Brasileiro de Futebol - Série A: 2001

Vasco da Gama
- Campeonato Carioca: 2003

Paraná
- Campeonato Paranaense: 2006

América Mineiro
- Campeonato Mineiro de Futebol Módulo II: 2008
- Campeonato Brasileiro de Futebol - Série C: 2009